# Цишиця-Дольна
Цишиця-Дольна (пол. Ciszyca Dolna) — село в Польщі, у гміні Тарлув Опатовського повіту Свентокшиського воєводства.
Населення — 193 особи (2011).
У 1975-1998 роках село належало до Тарнобжезького воєводства.

## Демографія
Демографічна структура на день 31 березня 2011 року:
|          | Загалом | Допрацездатний вік | Працездатний вік | Постпрацездатний вік |
| -------- | ------- | ------------------ | ---------------- | -------------------- |
| Чоловіки | 93      | 14                 | 69               | 10                   |
| Жінки    | 100     | 15                 | 47               | 38                   |
| Разом    | 193     | 29                 | 116              | 48                   |